# 皮尔森欧克啤酒厂
皮尔森欧克啤酒厂（捷克語：Plzeňský Prazdroj, a. s.；發音：[ˈpl̩zɛɲskiː ˈprazdroj a ɛs]）是总部设于捷克共和国比尔森的一个啤酒厂，1842年开业。它是第一家生产拉格淡啤酒的啤酒厂，品牌为皮尔森欧克， 这种啤酒非常受欢迎，被大量仿制，以至于当今世界上生产的啤酒有三分之二以上是拉格淡啤酒。 商标“皮尔森欧克”起源于1898年，意为“比尔森啤酒的原始来源”。自2000年以来，皮尔森欧克是捷克共和国最大的啤酒生产商和出口商。

## 历史

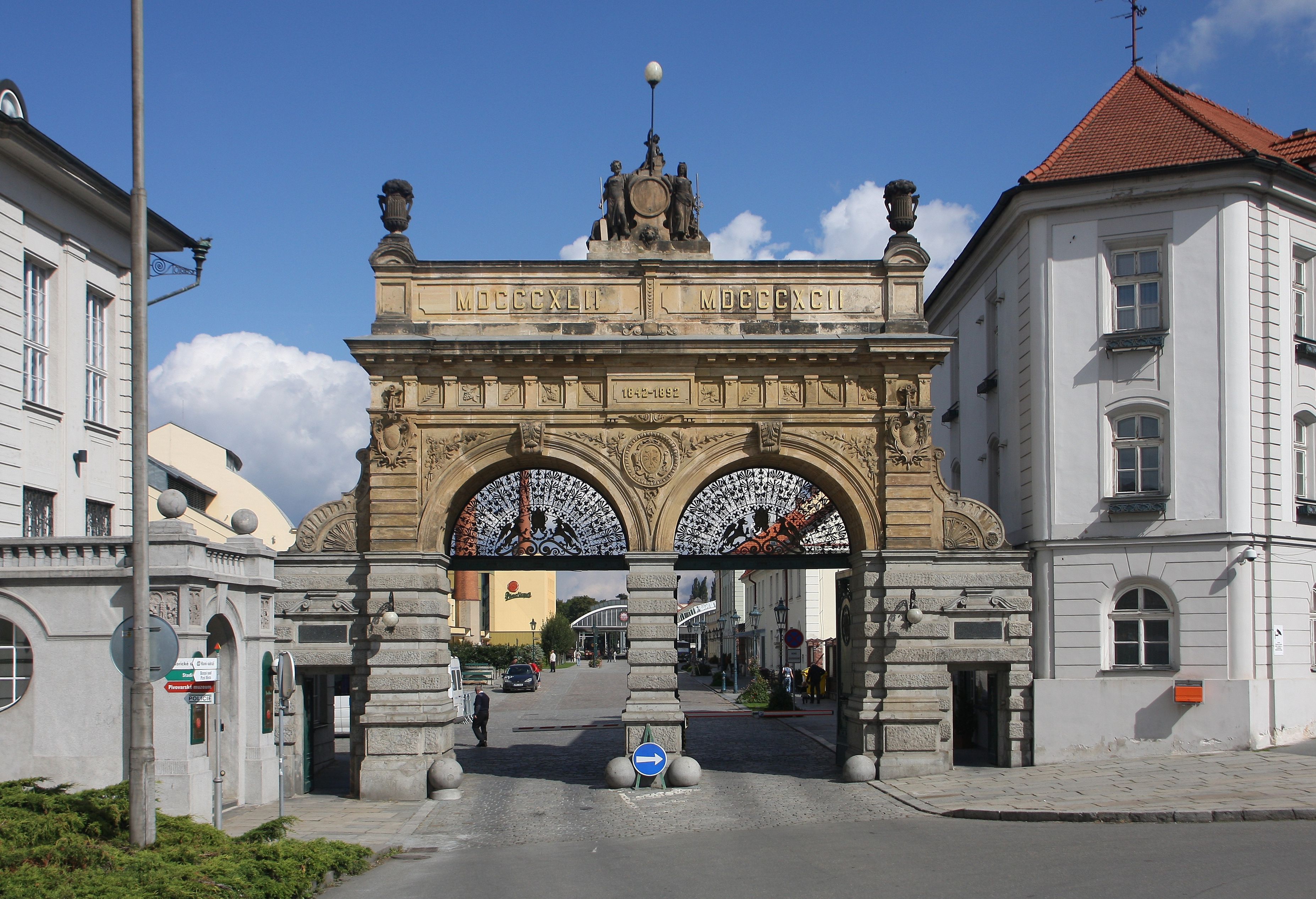
皮尔森欧克啤酒厂大门

1839年，在波西米亚城市比尔森，当地的捷克语居民和德语居民建立了市民啤酒厂（Bürgerbrauerei）。1842年，巴伐利亚人约瑟夫·格罗尔（Josef Groll）在这里酿造了第一杯啤酒。1859年，在当地商会注册了品牌名称“比尔森啤酒”。1869年，竞争对手成立了一家股份公司，后来称为甘布里努斯（Gambrinus）。1898年，德语商标“欧克”（Urquell）和捷克语商标“Prazdroj”使用，以强调其是比尔森啤酒最古老的原始来源。
1946年，该啤酒厂被国有化，名为比尔森啤酒厂（Plzeňské pivovary）。1989年底共产党政府倒台后，这家啤酒厂变成了一家上市公司，在1994年以其著名啤酒的捷克名字“Plzeňský Prazdroj”重新命名。从1999年到2017年，该啤酒厂属于南非米勒集团的一部分。2016年10月安海斯-布希英博集團收购南非米勒，皮尔森欧克啤酒厂于2017年3月出售给总部位于日本的朝日啤酒。

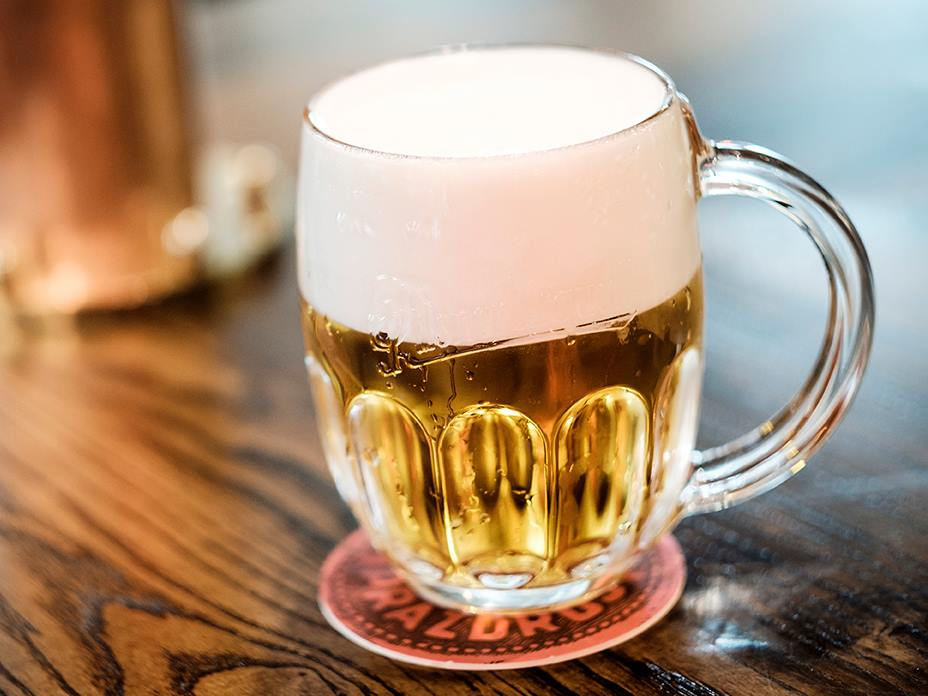

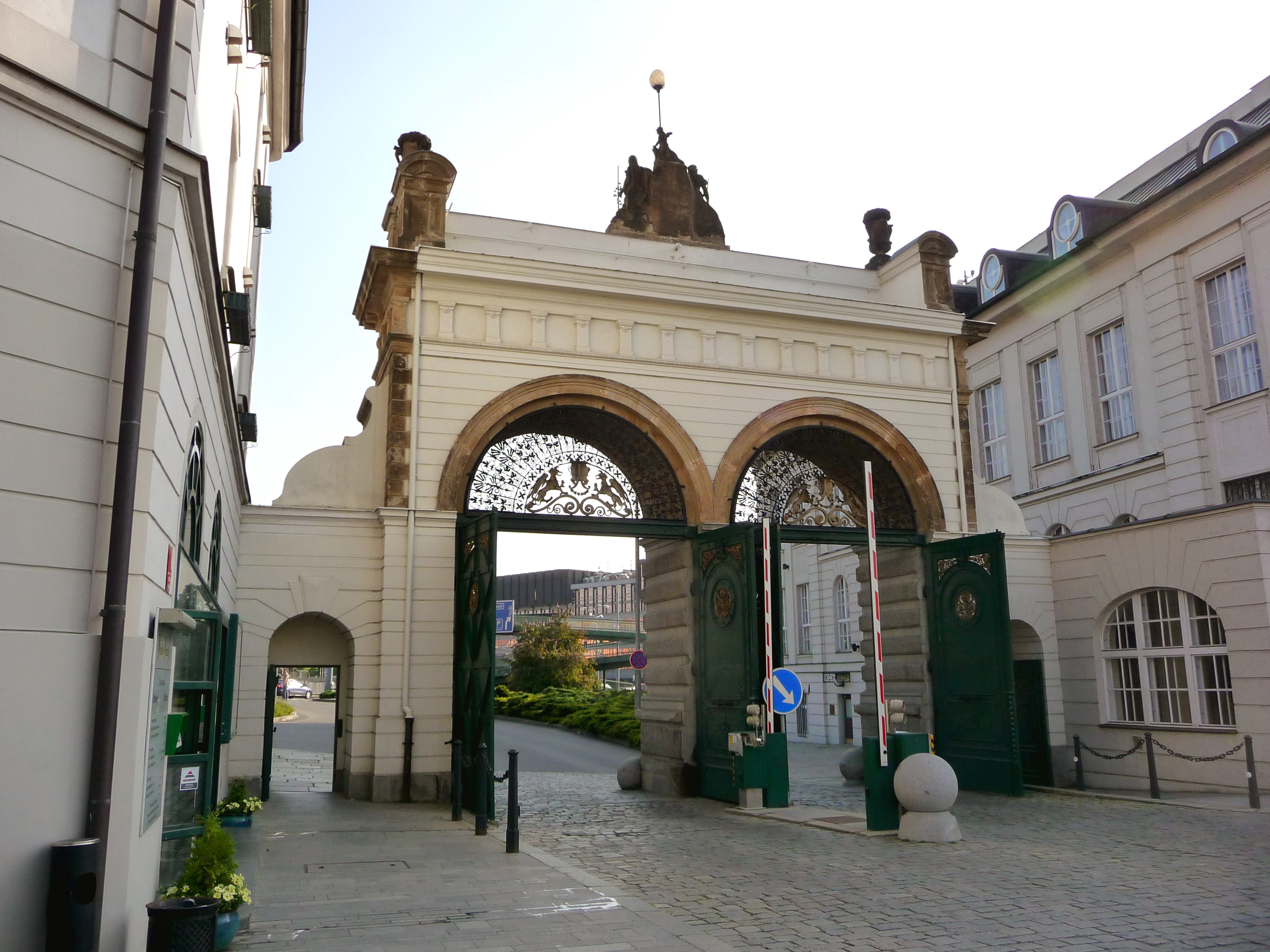
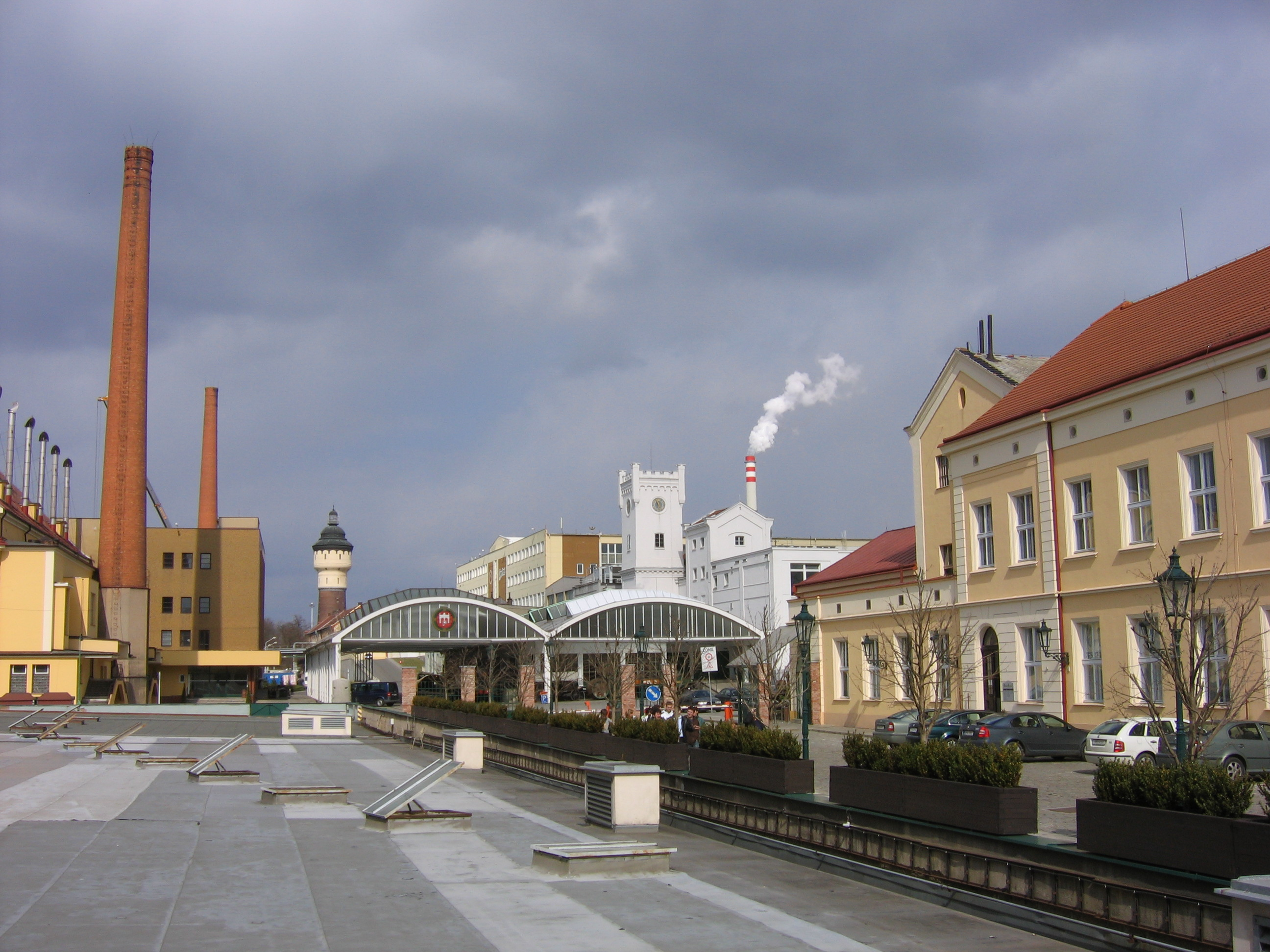
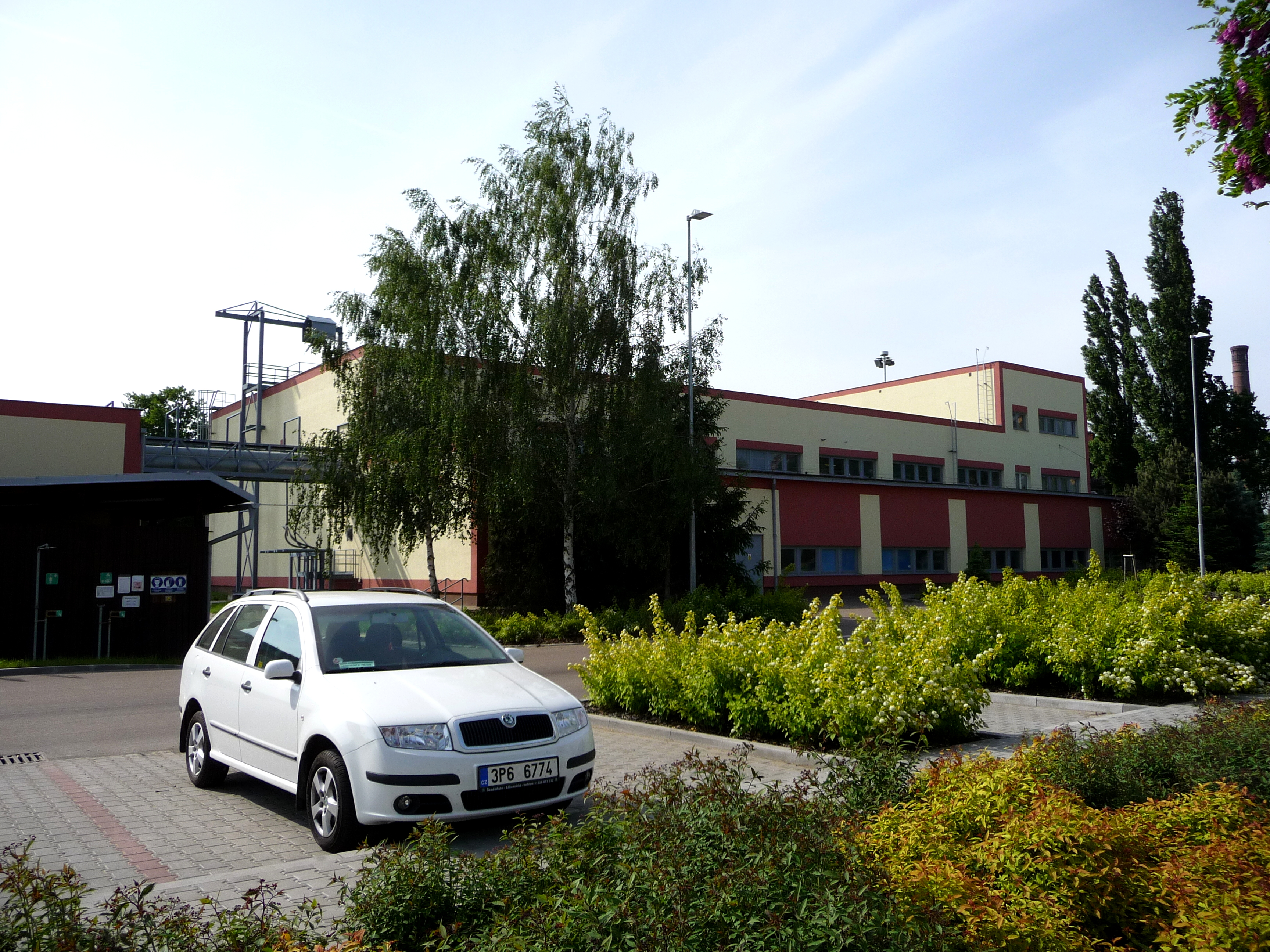
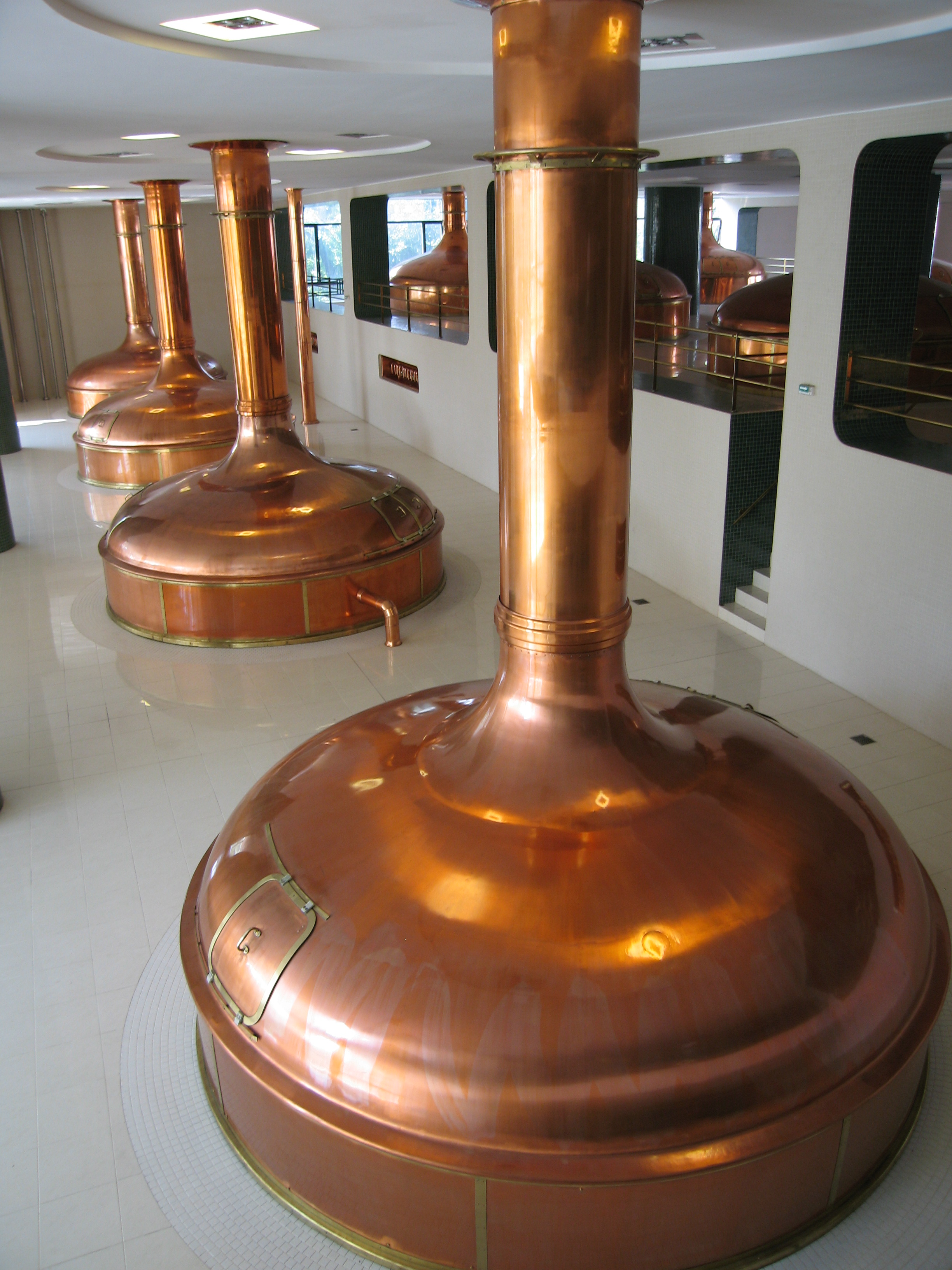
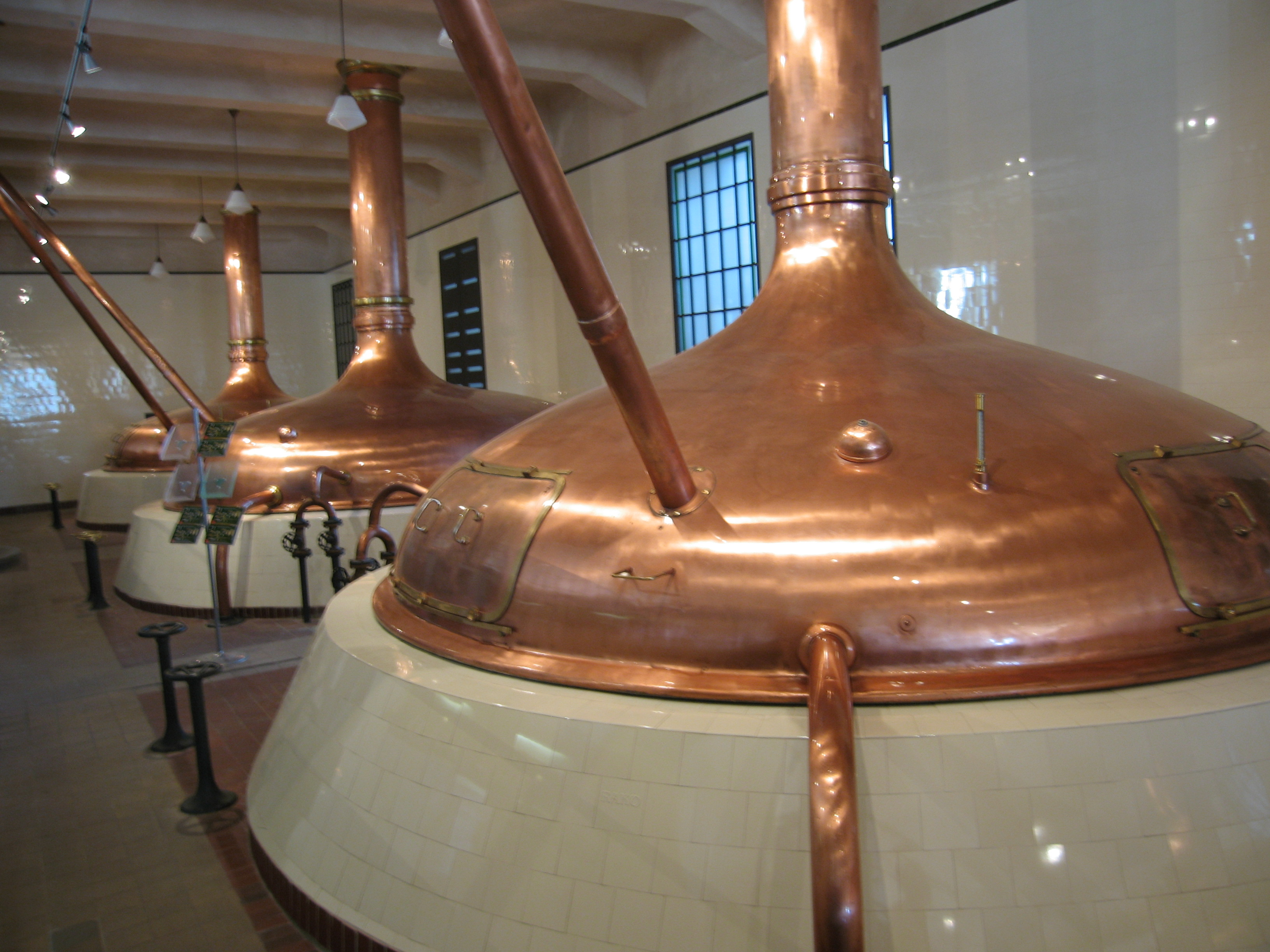
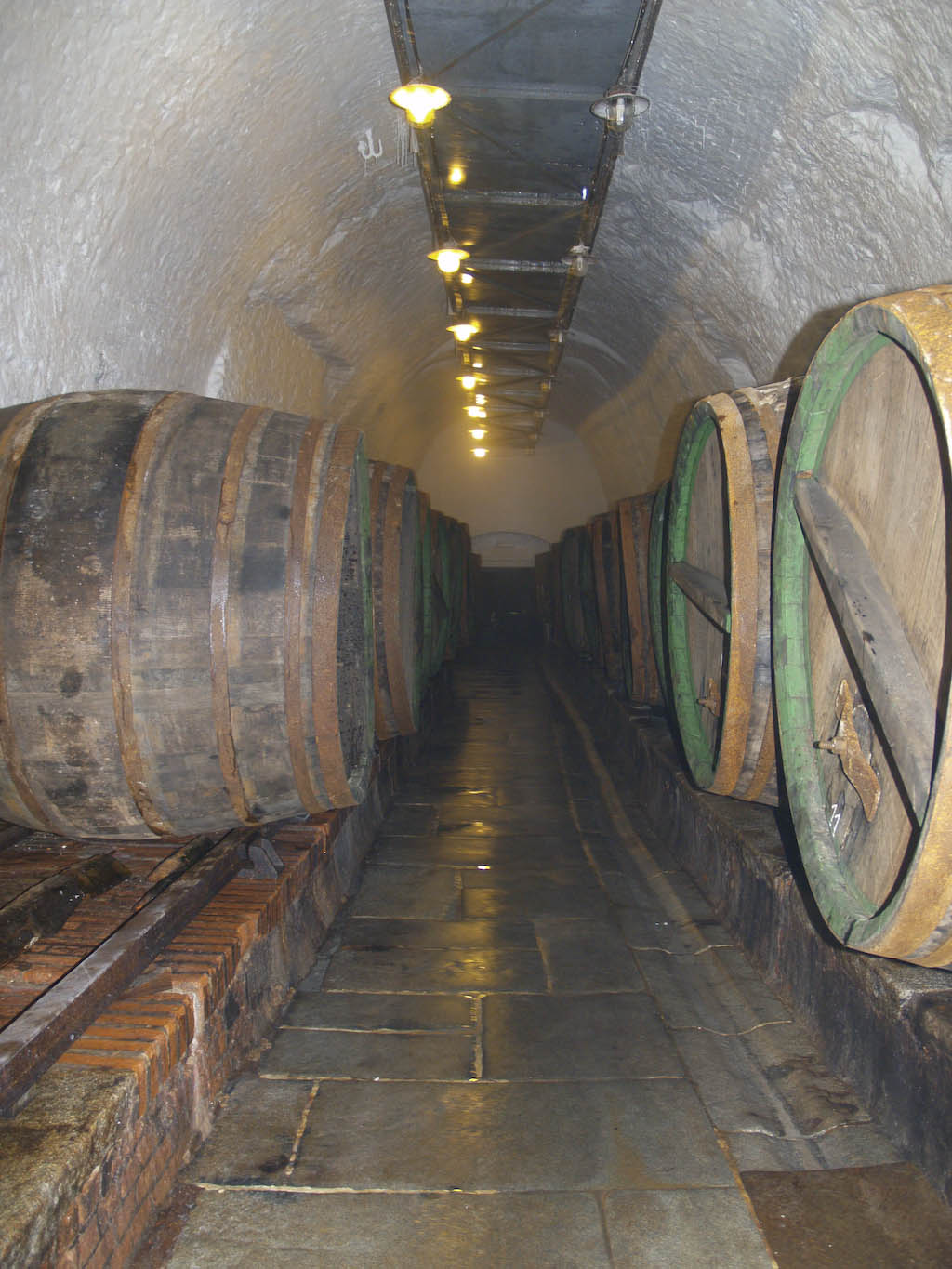
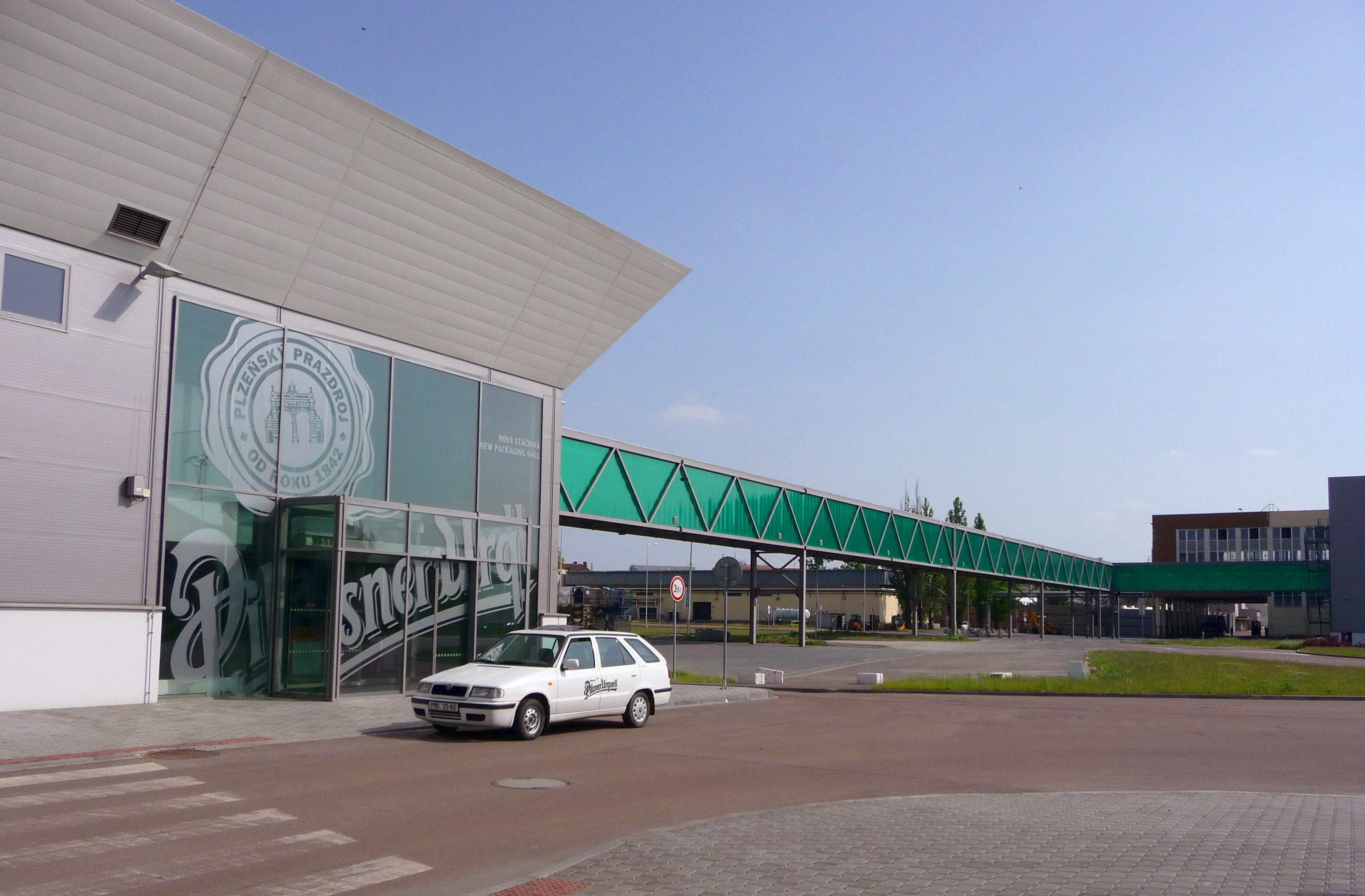
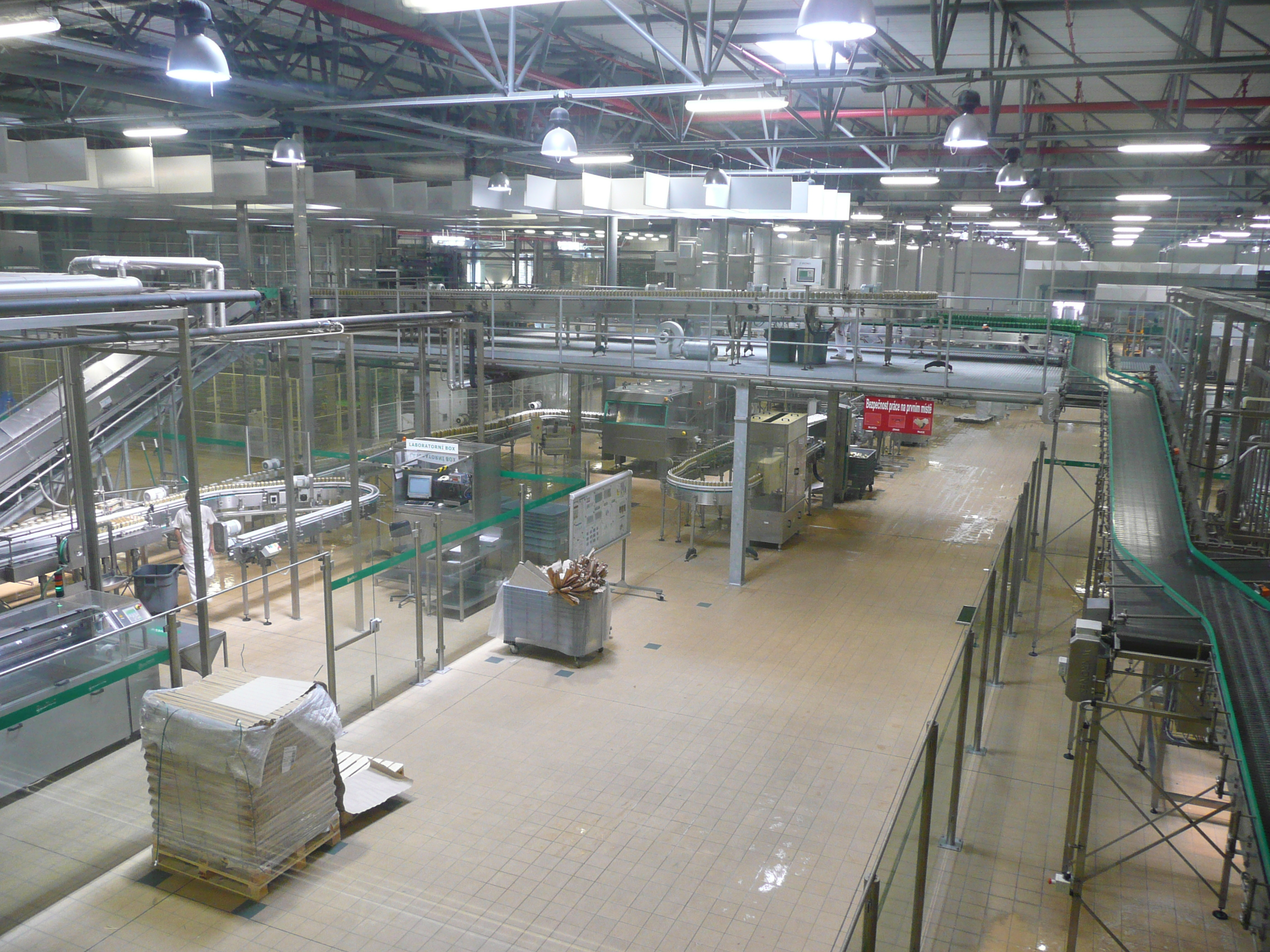
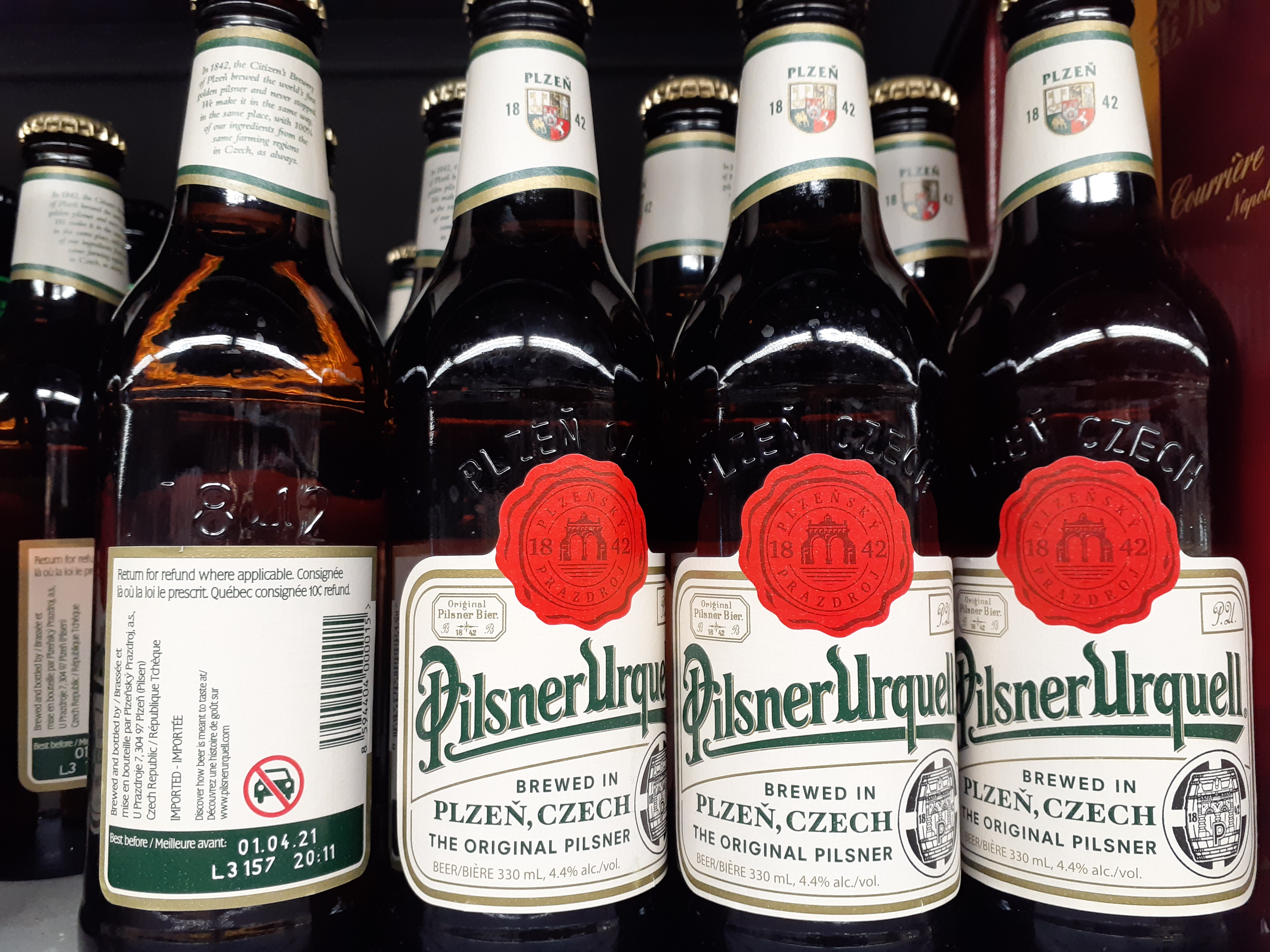
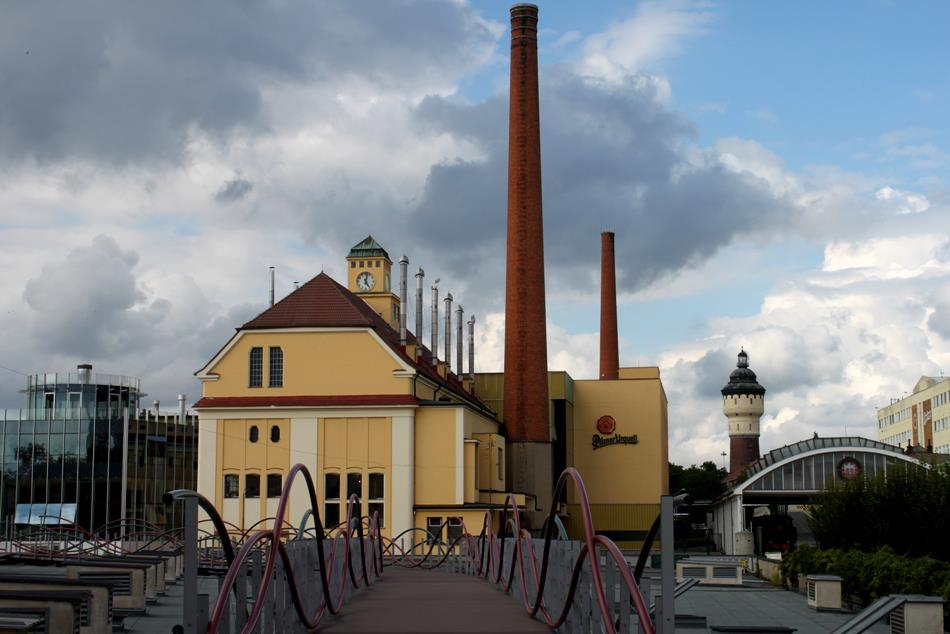